# Lonchocarpus yoroensis
Lonchocarpus yoroensis là một loài rau đậu thuộc họ Fabaceae.
Loài này có ở Honduras, México, và Nicaragua.